# Antotohazo
Ambohidratrimo est une commune (kaominina) située dans la province d'Antananarivo, au centre de Madagascar.